# Gerichte in Österreich in der Zeit des Nationalsozialismus
In Österreich in der Zeit des Nationalsozialismus wurde die Gerichtsorganisation in Österreich der in Deutschland angeglichen.

## Allgemeines
Nach dem Anschluss Österreichs wurden nur kleinere Änderungen in der Gerichtsorganisation vorgenommen, da die Gerichtsorganisationen beider Staaten ähnlich waren. Am auffälligsten war die Umbenennung der Bezirksgerichte in Amtsgerichte und der Landesgerichte bzw. Kreisgerichte in Landgerichte. Am 9. Februar 1939 wurden Oberösterreich und Salzburg aus dem Sprengel des Oberlandesgerichts Wien herausgelöst und an das neu geschaffene Oberlandesgericht Linz übertragen. An den Oberlandesgerichten wurden Sondergerichte eingerichtet.
Der Bundesgerichtshof arbeitete als Verwaltungsgerichtshof weiter. Mit § 6 der Siebenten VO über die Übertragung von Aufgaben und Befugnissen des Reichsstatthalters in Österreich (Österreichische Landesregierung) vom 11. Januar 1940 erfolgte seine Umbenennung in „Verwaltungsgerichtshof in Wien“. Mit der Bildung des Reichsverwaltungsgericht wurde es dessen Wiener Außenstelle.
Der Jugendgerichtshof wurde 1939 aufgehoben und mit dem Landgericht Wien zusammengelegt.
Der Volksgerichtshof war auch für Österreich zuständig.
Nach dem „Vorbild“ des Reiches wurden 1939 auch Erbgesundheitsgerichte eingerichtet.
Für Österreich war das SS- und Polizei-Gericht München zuständig (siehe SS-Hauptämter#Hauptamt SS-Gericht).
Auf Kreis-, Gau- und Reichsebene waren NSDAP-Parteigerichte eingerichtet.
Weiterhin bestanden Militärgerichte, Standgerichte, Volkssturmgerichte und Arbeitsgerichte.

## Liste der Gerichte
Der Oberste Gerichtshof gab seine Funktion an das Reichsgericht ab.
Die bestehenden drei Oberlandesgerichte blieben bestehen, das OLG Linz wurde neu geschaffen:
- Oberlandesgericht Graz
- Oberlandesgericht Innsbruck
- Oberlandesgericht Linz
- Oberlandesgericht Wien

Darunter waren folgende Landgerichte eingerichtet:
| Landgericht                 | Sitz            | Oberlandesgericht           |
| --------------------------- | --------------- | --------------------------- |
| Landgericht Graz            | Graz            | Oberlandesgericht Graz      |
| Landgericht Klagenfurt      | Klagenfurt      | Oberlandesgericht Graz      |
| Landgericht Leoben          | Leoben          | Oberlandesgericht Graz      |
| Landgericht Feldkirch       | Feldkirch       | Oberlandesgericht Innsbruck |
| Landgericht Innsbruck       | Innsbruck       | Oberlandesgericht Innsbruck |
| Landgericht Salzburg        | Salzburg        | Oberlandesgericht Innsbruck |
| Landgericht Linz            | Linz            | Oberlandesgericht Linz      |
| Landgericht Ried            | Ried            | Oberlandesgericht Linz      |
| Landgericht Steyr           | Steyr           | Oberlandesgericht Linz      |
| Landgericht Wels            | Wels            | Oberlandesgericht Linz      |
| Landgericht Korneuburg      | Korneuburg      | Oberlandesgericht Wien      |
| Landesgericht Krems         | Krems           | Oberlandesgericht Wien      |
| Landgericht St. Pölten      | St. Pölten      | Oberlandesgericht Wien      |
| Landgericht Wien            | Wien            | Oberlandesgericht Wien      |
| Landgericht Wiener Neustadt | Wiener Neustadt | Oberlandesgericht Wien      |
| Landgericht Znaim           | Znaim           | Oberlandesgericht Wien      |

Das Landgericht Znaim war Teil des Sudetenlandes. Nach der Bildung des Oberlandesgerichtes Leitmeritz 1939 wurde es aber nicht dessen Sprengel, sondern dem des Oberlandesgerichtes Wien zugeordnet.
Darunter waren folgende Amtsgerichte eingerichtet:
| Amtsgericht                           | Sitz                           | Landgericht                 |
| ------------------------------------- | ------------------------------ | --------------------------- |
| Amtsgericht Arnfels                   | Arnfels                        | Landgericht Graz            |
| Amtsgericht Birkfeld                  | Birkfeld                       | Landgericht Graz            |
| Amtsgericht Deutschlandsberg          | Deutschlandsberg               | Landgericht Graz            |
| Amtsgericht Eibiswald                 | Eibiswald                      | Landgericht Graz            |
| Amtsgericht Fehring                   | Fehring                        | Landgericht Graz            |
| Amtsgericht Feldbach                  | Feldbach                       | Landgericht Graz            |
| Amtsgericht Friedberg                 | Friedberg                      | Landgericht Graz            |
| Amtsgericht Frohnleiten               | Frohnleiten                    | Landgericht Graz            |
| Amtsgericht Fürstenfeld               | Fürstenfeld                    | Landgericht Graz            |
| Amtsgericht Gleisdorf                 | Gleisdorf                      | Landgericht Graz            |
| Amtsgericht Graz                      | Graz                           | Landgericht Graz            |
| Amtsgericht Güssing                   | Güssing                        | Landgericht Graz            |
| Amtsgericht Hartberg                  | Hartberg                       | Landgericht Graz            |
| Amtsgericht Jennersdorf               | Jennersdorf                    | Landgericht Graz            |
| Amtsgericht Kirchbach                 | Kirchbach                      | Landgericht Graz            |
| Amtsgericht Leibnitz                  | Leibnitz                       | Landgericht Graz            |
| Amtsgericht Mureck                    | Mureck                         | Landgericht Graz            |
| Amtsgericht Oberwart                  | Oberwart                       | Landgericht Graz            |
| Amtsgericht Pöllau                    | Pöllau                         | Landgericht Graz            |
| Amtsgericht Radkersburg               | Radkersburg                    | Landgericht Graz            |
| Amtsgericht Stainz                    | Stainz                         | Landgericht Graz            |
| Amtsgericht Voitsberg                 | Voitsberg                      | Landgericht Graz            |
| Amtsgericht Vorau                     | Vorau                          | Landgericht Graz            |
| Amtsgericht Weiz                      | Weiz                           | Landgericht Graz            |
| Amtsgericht Wildon                    | Wildon                         | Landgericht Graz            |
| Amtsgericht Althofen                  | Althofen                       | Landgericht Klagenfurt      |
| Amtsgericht Bleiburg                  | Bleiburg                       | Landgericht Klagenfurt      |
| Amtsgericht Eberndorf                 | Eberndorf                      | Landgericht Klagenfurt      |
| Amtsgericht Eberstein                 | Eberstein                      | Landgericht Klagenfurt      |
| Amtsgericht Eisenkappel               | Eisenkappel                    | Landgericht Klagenfurt      |
| Amtsgericht Feldkirchen               | Feldkirchen in Kärnten         | Landgericht Klagenfurt      |
| Amtsgericht Ferlach                   | Ferlach                        | Landgericht Klagenfurt      |
| Amtsgericht Friesach                  | Friesach                       | Landgericht Klagenfurt      |
| Amtsgericht Gmünd                     | Gmünd in Kärnten               | Landgericht Klagenfurt      |
| Amtsgericht Greifenburg               | Greifenburg                    | Landgericht Klagenfurt      |
| Amtsgericht Gurk                      | Gurk                           | Landgericht Klagenfurt      |
| Amtsgericht Hermagor                  | Hermagor                       | Landgericht Klagenfurt      |
| Amtsgericht Klagenfurt                | Klagenfurt                     | Landgericht Klagenfurt      |
| Amtsgericht Kötschach                 | Kötschach                      | Landgericht Klagenfurt      |
| Amtsgericht Lienz                     | Lienz                          | Landgericht Klagenfurt      |
| Amtsgericht Matrei                    | Matrei in Osttirol             | Landgericht Klagenfurt      |
| Amtsgericht Millstatt                 | Millstatt                      | Landgericht Klagenfurt      |
| Amtsgericht Obervellach               | Obervellach                    | Landgericht Klagenfurt      |
| Amtsgericht Paternion                 | Paternion                      | Landgericht Klagenfurt      |
| Amtsgericht Rosegg                    | Rosegg                         | Landgericht Klagenfurt      |
| Amtsgericht Bad St. Leonhardt         | Bad St. Leonhard im Lavanttal  | Landgericht Klagenfurt      |
| Amtsgericht St. Veit                  | Sankt Veit an der Glan         | Landgericht Klagenfurt      |
| Amtsgericht Sillian                   | Sillian                        | Landgericht Klagenfurt      |
| Amtsgericht Spanheim                  | Sankt Paul im Lavanttal        | Landgericht Klagenfurt      |
| Amtsgericht Spittal                   | Spittal an der Drau            | Landgericht Klagenfurt      |
| Amtsgericht Villach                   | Villach                        | Landgericht Klagenfurt      |
| Amtsgericht Völkermarkt               | Völkermarkt                    | Landgericht Klagenfurt      |
| Amtsgericht Winklern                  | Winklern                       | Landgericht Klagenfurt      |
| Amtsgericht Wolfsberg                 | Wolfsberg                      | Landgericht Klagenfurt      |
| Amtsgericht Bruck (Mur)               | Bruck an der Mur               | Landgericht Leoben          |
| Amtsgericht Eisenerz                  | Eisenerz                       | Landgericht Leoben          |
| Amtsgericht Gröbming                  | Gröbming                       | Landgericht Leoben          |
| Amtsgericht Irdning                   | Irdning                        | Landgericht Leoben          |
| Amtsgericht Judenburg                 | Judenburg                      | Landgericht Leoben          |
| Amtsgericht Kindberg                  | Kindberg                       | Landgericht Leoben          |
| Amtsgericht Knittelfeld               | Knittelfeld                    | Landgericht Leoben          |
| Amtsgericht Leoben                    | Leoben                         | Landgericht Leoben          |
| Amtsgericht Liezen                    | Liezen                         | Landgericht Leoben          |
| Amtsgericht Mariazell                 | Mariazell                      | Landgericht Leoben          |
| Amtsgericht Mürzzuschlag              | Mürzzuschlag                   | Landgericht Leoben          |
| Amtsgericht Murau                     | Murau                          | Landgericht Leoben          |
| Amtsgericht Neumarkt                  | Neumarkt in der Steiermark     | Landgericht Leoben          |
| Amtsgericht Oberwölz                  | Oberwölz                       | Landgericht Leoben          |
| Amtsgericht Oberzeiring               | Oberzeiring                    | Landgericht Leoben          |
| Amtsgericht Rottenmann                | Rottenmann                     | Landgericht Leoben          |
| Amtsgericht St. Gallen                | St. Gallen                     | Landgericht Leoben          |
| Amtsgericht Schladming                | Schladming                     | Landgericht Leoben          |
| Amtsgericht Bezau                     | Bezau                          | Landgericht Feldkirch       |
| Amtsgericht Bludenz                   | Bludenz                        | Landgericht Feldkirch       |
| Amtsgericht Bregenz                   | Bregenz                        | Landgericht Feldkirch       |
| Amtsgericht Dornbirn                  | Dornbirn                       | Landgericht Feldkirch       |
| Amtsgericht Feldkirch                 | Feldkirch                      | Landgericht Feldkirch       |
| Amtsgericht Schruns                   | Schruns                        | Landgericht Feldkirch       |
| Amtsgericht Hall/Tirol                | Hall in Tirol                  | Landgericht Innsbruck       |
| Amtsgericht Hopfgarten                | Hopfgarten im Brixental        | Landgericht Innsbruck       |
| Amtsgericht Imst                      | Imst                           | Landgericht Innsbruck       |
| Amtsgericht Innsbruck                 | Innsbruck                      | Landgericht Innsbruck       |
| Amtsgericht Kitzbühel                 | Kitzbühel                      | Landgericht Innsbruck       |
| Amtsgericht Kufstein                  | Kufstein                       | Landgericht Innsbruck       |
| Amtsgericht Landeck                   | Landeck                        | Landgericht Innsbruck       |
| Amtsgericht Rattenberg                | Rattenberg                     | Landgericht Innsbruck       |
| Amtsgericht Reutte                    | Reutte                         | Landgericht Innsbruck       |
| Amtsgericht Ried/Tirol                | Ried im Oberinntal             | Landgericht Innsbruck       |
| Amtsgericht Schwaz (Tirol)            | Schwaz                         | Landgericht Innsbruck       |
| Amtsgericht Silz                      | Silz                           | Landgericht Innsbruck       |
| Amtsgericht Steinach                  | Steinach am Brenner            | Landgericht Innsbruck       |
| Amtsgericht Telfs                     | Telfs                          | Landgericht Innsbruck       |
| Amtsgericht Zell am Ziller            | Zell am Ziller                 | Landgericht Innsbruck       |
| Amtsgericht Abtenau                   | Abtenau                        | Landgericht Salzburg        |
| Amtsgericht Gastein                   | Gastein                        | Landgericht Salzburg        |
| Amtsgericht Hallein                   | Hallein                        | Landgericht Salzburg        |
| Amtsgericht Markt Pongau              | Pongau                         | Landgericht Salzburg        |
| Amtsgericht Mittersill                | Mittersill                     | Landgericht Salzburg        |
| Amtsgericht Neumarkt bei Salzburg     | Neumarkt am Wallersee          | Landgericht Salzburg        |
| Amtsgericht Oberndorf bei Salzburg    | Oberndorf bei Salzburg         | Landgericht Salzburg        |
| Amtsgericht Radstadt                  | Radstadt                       | Landgericht Salzburg        |
| Amtsgericht Saalfelden                | Saalfelden                     | Landgericht Salzburg        |
| Amtsgericht Salzburg                  | Salzburg                       | Landgericht Salzburg        |
| Amtsgericht St. Gilgen                | St. Gilgen                     | Landgericht Salzburg        |
| Amtsgericht St. Michael               | Sankt Michael im Lungau        | Landgericht Salzburg        |
| Amtsgericht Tamsweg                   | Tamsweg                        | Landgericht Salzburg        |
| Amtsgericht Taxenbach                 | Taxenbach                      | Landgericht Salzburg        |
| Amtsgericht Thalgau                   | Thalgau                        | Landgericht Salzburg        |
| Amtsgericht Werfe                     | Werfen                         | Landgericht Salzburg        |
| Amtsgericht Zell am See               | Zell am See                    | Landgericht Salzburg        |
| Amtsgericht Aigen                     | Aigen im Mühlkreis             | Landgericht Linz            |
| Amtsgericht Freistadt                 | Freistadt                      | Landgericht Linz            |
| Amtsgericht                           | Gatzen                         | Landgericht Linz            |
| Amtsgericht Grein                     | Grein                          | Landgericht Linz            |
| Amtsgericht Hohenfurth                | Hohenfurth                     | Landgericht Linz            |
| Amtsgericht Kalsching                 | Kalsching                      | Landgericht Linz            |
| Amtsgericht Kaplitz                   | Kaplitz                        | Landgericht Linz            |
| Amtsgericht Krummau                   | Krummau                        | Landgericht Linz            |
| Amtsgericht Lembach                   | Lembach im Mühlkreis           | Landgericht Linz            |
| Amtsgericht Leonfelden                | Leonfelden                     | Landgericht Linz            |
| Amtsgericht Linz                      | Linz                           | Landgericht Linz            |
| Amtsgericht Markt St. Florian         | St. Florian                    | Landgericht Linz            |
| Amtsgericht Mauthausen                | Mauthausen                     | Landgericht Linz            |
| Amtsgericht Neufelden                 | Neufelden                      | Landgericht Linz            |
| Amtsgericht Oberplan                  | Oberplan                       | Landgericht Linz            |
| Amtsgericht Perg                      | Perg                           | Landgericht Linz            |
| Amtsgericht Pregarten                 | Pregarten                      | Landgericht Linz            |
| Amtsgericht Rohrbach                  | Rohrbach                       | Landgericht Linz            |
| Amtsgericht Unterweißenbach           | Unterweißenbach                | Landgericht Linz            |
| Amtsgericht Urfahr                    | Urfahr                         | Landgericht Linz            |
| Amtsgericht Braunau                   | Braunau am Inn                 | Landgericht Ried            |
| Amtsgericht Engelhartszell            | Engelhartszell                 | Landgericht Ried            |
| Amtsgericht Mattighofen               | Mattighofen                    | Landgericht Ried            |
| Amtsgericht Mauerkirchen              | Mauerkirchen                   | Landgericht Ried            |
| Amtsgericht Obernberg                 | Obernberg                      | Landgericht Ried            |
| Amtsgericht Raab                      | Raab                           | Landgericht Ried            |
| Amtsgericht Ried                      | Ried im Innkreis               | Landgericht Ried            |
| Amtsgericht Schärding                 | Schärding                      | Landgericht Ried            |
| Amtsgericht Wildshut                  | Wildshut                       | Landgericht Ried            |
| Amtsgericht Enns                      | Enns                           | Landgericht Steyr           |
| Amtsgericht Grünburg                  | Grünburg                       | Landgericht Steyr           |
| Amtsgericht Kirchdorf                 | Kirchdorf an der Krems         | Landgericht Steyr           |
| Amtsgericht Kremsmünster              | Kremsmünster                   | Landgericht Steyr           |
| Amtsgericht Neuhofen                  | Neuhofen an der Krems          | Landgericht Steyr           |
| Amtsgericht Steyr                     | Steyr                          | Landgericht Steyr           |
| Amtsgericht Weyer                     | Weyer                          | Landgericht Steyr           |
| Amtsgericht Windischgarsten           | Windischgarsten                | Landgericht Steyr           |
| Amtsgericht Bad Aussee                | Bad Aussee                     | Landgericht Wels            |
| Amtsgericht Eferding                  | Eferding                       | Landgericht Wels            |
| Amtsgericht Frankenmarkt              | Frankenmarkt                   | Landgericht Wels            |
| Amtsgericht Gmunden                   | Gmunden                        | Landgericht Wels            |
| Amtsgericht Grieskirchen              | Grieskirchen                   | Landgericht Wels            |
| Amtsgericht Haag am Hausruck          | Haag am Hausruck               | Landgericht Wels            |
| Amtsgericht Bad Ischl                 | Bad Ischl                      | Landgericht Wels            |
| Amtsgericht Lambach                   | Lambach                        | Landgericht Wels            |
| Amtsgericht Mondsee                   | Mondsee                        | Landgericht Wels            |
| Amtsgericht Peuerbach                 | Peuerbach                      | Landgericht Wels            |
| Amtsgericht Schwanenstadt             | Schwanenstadt                  | Landgericht Wels            |
| Amtsgericht Vöcklabruck               | Vöcklabruck                    | Landgericht Wels            |
| Amtsgericht Wels                      | Wels                           | Landgericht Wels            |
| Amtsgericht Geras                     | Geras                          | Landgericht Korneuburg      |
| Amtsgericht Haugsdorf                 | Haugsdorf                      | Landgericht Korneuburg      |
| Amtsgericht Hollabrunn                | Hollabrunn                     | Landgericht Korneuburg      |
| Amtsgericht Korneuburg                | Korneuburg                     | Landgericht Korneuburg      |
| Amtsgericht Laa                       | Laa an der Thaya               | Landgericht Korneuburg      |
| Amtsgericht Marchegg                  | Marchegg                       | Landgericht Korneuburg      |
| Amtsgericht Matzen                    | Matzen                         | Landgericht Korneuburg      |
| Amtsgericht Mistelbach                | Mistelbach                     | Landgericht Korneuburg      |
| Amtsgericht Poysdorf                  | Poysdorf                       | Landgericht Korneuburg      |
| Amtsgericht Retz                      | Retz                           | Landgericht Korneuburg      |
| Amtsgericht Stockerau                 | Stockerau                      | Landgericht Korneuburg      |
| Amtsgericht Wolkersdorf               | Wolkersdorf im Weinviertel     | Landgericht Korneuburg      |
| Amtsgericht Zistersdorf               | Zistersdorf                    | Landgericht Korneuburg      |
| Amtsgericht Allentsteig               | Allentsteig                    | Landgericht Krems           |
| Amtsgericht Eggenburg                 | Eggenburg                      | Landgericht Krems           |
| Amtsgericht Gföhl                     | Gföhl                          | Landgericht Krems           |
| Amtsgericht Gmünd (Niederdonau)       | Gmünd (Niederösterreich)       | Landgericht Krems           |
| Amtsgericht Groß-Gehrungs             | Groß Gerungs                   | Landgericht Krems           |
| Amtsgericht Horn (Niederdonau)        | Horn (Niederösterreich)        | Landgericht Krems           |
| Amtsgericht Kirchberg (Wagram)        | Kirchberg am Wagram            | Landgericht Krems           |
| Amtsgericht Krems                     | Krems                          | Landgericht Krems           |
| Amtsgericht Langenlois                | Langenlois                     | Landgericht Krems           |
| Amtsgericht Litschau                  | Litschau                       | Landgericht Krems           |
| Amtsgericht Ottenschlag               | Ottenschlag                    | Landgericht Krems           |
| Amtsgericht Raabs                     | Raabs                          | Landgericht Krems           |
| Amtsgericht Ravelsbach                | Ravelsbach                     | Landgericht Krems           |
| Amtsgericht Schrems                   | Schrems                        | Landgericht Krems           |
| Amtsgericht Spitz (Donau)             | Spitz (Niederösterreich)       | Landgericht Krems           |
| Amtsgericht Waidhofen an der Thaya    | Waidhofen                      | Landgericht Krems           |
| Amtsgericht Weitra                    | Weitra                         | Landgericht Krems           |
| Amtsgericht Zwettl                    | Zwettl                         | Landgericht Krems           |
| Amtsgericht Amstetten                 | Amstetten                      | Landgericht St. Pölten      |
| Amtsgericht Gaming                    | Gaming                         | Landgericht St. Pölten      |
| Amtsgericht Haag                      | Haag                           | Landgericht St. Pölten      |
| Amtsgericht Hainfeld                  | Hainfeld                       | Landgericht St. Pölten      |
| Amtsgericht Herzogenburg              | Herzogenburg                   | Landgericht St. Pölten      |
| Amtsgericht Kirchberg (Pielach)       | Kirchberg an der Pielach       | Landgericht St. Pölten      |
| Amtsgericht Lilienfeld                | Lilienfeld                     | Landgericht St. Pölten      |
| Amtsgericht Mank                      | Mank                           | Landgericht St. Pölten      |
| Amtsgericht Melk                      | Melk                           | Landgericht St. Pölten      |
| Amtsgericht Neulengbach               | Neulengbach                    | Landgericht St. Pölten      |
| Amtsgericht Persenbeug                | Persenbeug                     | Landgericht St. Pölten      |
| Amtsgericht Pöggstall                 | Pöggstall                      | Landgericht St. Pölten      |
| Amtsgericht St. Peter in der Au       | St. Peter in der Au            | Landgericht St. Pölten      |
| Amtsgericht St. Pölte                 | St. Pölten                     | Landgericht St. Pölten      |
| Amtsgericht Scheibbs                  | Scheibbs                       | Landgericht St. Pölten      |
| Amtsgericht Tulln                     | Tulln                          | Landgericht St. Pölten      |
| Amtsgericht Waidhofen an der Ybbs     | Waidhofen an der Ybbs          | Landgericht St. Pölten      |
| Amtsgericht Ybbs                      | Ybbs                           | Landgericht St. Pölten      |
| Amtsgericht Bruck                     | Bruck                          | Landgericht Wien            |
| Amtsgericht Döbling                   | Döbling                        | Landgericht Wien            |
| Amtsgericht Favoriten                 | Favoriten                      | Landgericht Wien            |
| Amtsgericht Floridsdorf               | Floridsdorf                    | Landgericht Wien            |
| Amtsgericht Fünfhaus                  | Fünfhaus                       | Landgericht Wien            |
| Amtsgericht Groß-Enzersdorf           | Groß-Enzersdorf                | Landgericht Wien            |
| Amtsgericht Hainburg                  | Hainburg an der Donau          | Landgericht Wien            |
| Amtsgericht Hernals                   | Hernals                        | Landgericht Wien            |
| Amtsgericht Hietzing                  | Hietzing                       | Landgericht Wien            |
| Amtsgericht Klosterneuburg            | Klosterneuburg                 | Landgericht Wien            |
| Amtsgericht Liesing                   | Liesing                        | Landgericht Wien            |
| Amtsgericht Mödling                   | Mödling                        | Landgericht Wien            |
| Amtsgericht Neusiedl                  | Neusiedl am See                | Landgericht Wien            |
| Amtsgericht Purkersdorf               | Purkersdorf                    | Landgericht Wien            |
| Amtsgericht Schwechat                 | Schwechat                      | Landgericht Wien            |
| Amtsgericht Wien                      | Wien                           | Landgericht Wien            |
| Amtsgericht Aspang                    | Aspang                         | Landgericht Wiener Neustadt |
| Amtsgericht Baden (bei Wien)          | Baden (Niederösterreich)       | Landgericht Wiener Neustadt |
| Amtsgericht Ebreichsdorf              | Ebreichsdorf                   | Landgericht Wiener Neustadt |
| Amtsgericht Eisenstadt                | Eisenstadt                     | Landgericht Wiener Neustadt |
| Amtsgericht Gloggnitz                 | Gloggnitz                      | Landgericht Wiener Neustadt |
| Amtsgericht Gutenstein                | Gutenstein                     | Landgericht Wiener Neustadt |
| Amtsgericht Kirchschlag               | Kirchschlag                    | Landgericht Wiener Neustadt |
| Amtsgericht Mattersburg               | Mattersburg                    | Landgericht Wiener Neustadt |
| Amtsgericht Neunkirchen (Niederdonau) | Neunkirchen (Niederösterreich) | Landgericht Wiener Neustadt |
| Amtsgericht Oberpullendorf            | Oberpullendorf                 | Landgericht Wiener Neustadt |
| Amtsgericht Pottenstein               | Pottenstein                    | Landgericht Wiener Neustadt |
| Amtsgericht Wiener Neustadt           | Wiener Neustadt                | Landgericht Wiener Neustadt |
| Amtsgericht Auspitz                   | Auspitz                        | Landgericht Znaim           |
| Amtsgericht Frain                     | Frain                          | Landgericht Znaim           |
| Amtsgericht Joslowitz                 | Joslowitz                      | Landgericht Znaim           |
| Amtsgericht Lundenburg                | Lundenburg                     | Landgericht Znaim           |
| Amtsgericht Mährisch Kromau           | Mährisch Kromau                | Landgericht Znaim           |
| Amtsgericht Neubistritz               | Neubistritz                    | Landgericht Znaim           |
| Amtsgericht Nikolsburg                | Nikolsburg                     | Landgericht Znaim           |
| Amtsgericht Pohrlitz                  | Pohrlitz                       | Landgericht Znaim           |
| Amtsgericht Zlabings                  | Zlabings                       | Landgericht Znaim           |
| Amtsgericht Znaim                     | Znaim                          | Landgericht Znaim           |

Die Amtsgerichte Dornbirn, Innsbruck, Klagenfurt, Judenburg, Graz, Linz, Steyr, Wels, Wien und Salzburg waren zugleich Gewerbegericht, die Landgerichte Graz, Klagenfurt, Leoben, Salzburg, Steyr, Wien und Innsbruck gleichzeitig Berggericht.

## Nach 1945
Mit dem Gesetz zur Wiederherstellung der österreichischen Gerichtsorganisation (Gerichtsorganisationsgesetz 1945 – GOG 1945) wurde die am 13. März 1938 bestandene Organisation der Gerichte, staatsanwaltschaftlichen
Behörden und sonstigen Justizanstalten Österreichs wieder hergestellt.

## Rechtsquellen
- Verordnung über die Rechtspflege in Österreich vom 22. März 1938, Deutsches RGBl. I S. 301 (G. Bl. f. d. L. Ö. Nr. 20/1938)
- Der Erlaß zur Überleitung der Rechtspflege im Lande Österreich auf das Reich vom 23. April 1938, Deutsches RGBl. I S. 413 (G. Bl. f. d. L. Ö. Nr. 101/1938)
- Verordnung über die Änderung der Bezeichnung von Gerichten im Lande Österreich vom 2. August 1938, Deutsches RGBl. I S. 998 (G.Bl. f. d. L. Ö. Nr. 350/1938)
- Verordnung über die Zuständigkeit der Gerichte in Handelssachen im Lande Österreich vom 9. Februar 1939, Deutsches RGBl. I S. 195 (G. Bl. f. d. L. Ö. Nr. 240/1939), online
- Verordnung zur weiteren Überleitung der Rechtspflege im Lande Österreich und in den sudetendeutschen Gebieten vom 28. Februar 1939, Deutsches RGBl. I S. 358 (G. Bl. f. d. L. Ö. Nr. 307/1939)
- Verordnung zur Änderung der Gerichtsgliederung im Lande Österreich vom 13. April 1939, Deutsches RGBl. I S. 751 (G. Bl. f. d. L. Ö. Nr. 522/1939), online
- Vierte Abschnitt der Verordnung über Maßnahmen auf dem Gebiete der Gerichtsverfassung und der Rechtspflege vom 1. September 1939, Deutsches RGBl. I S. 1658 (G. Bl. f. d. L. Ö. Nr. 1244/1939)
- Verordnung zur Ergänzung der Verordnung über Maßnahmen auf dem Gebiete der Gerichtsverfassung und der Rechtspflege vom 20. Dezember 1939, Deutsches RGBl. I S. 2459
- Verordnung über die Zuständigkeit der Strafgerichte in den Reichsgauen der Ostmark vom 20. März 1941, Deutsches RGBl. I S. 164